# Code 16K

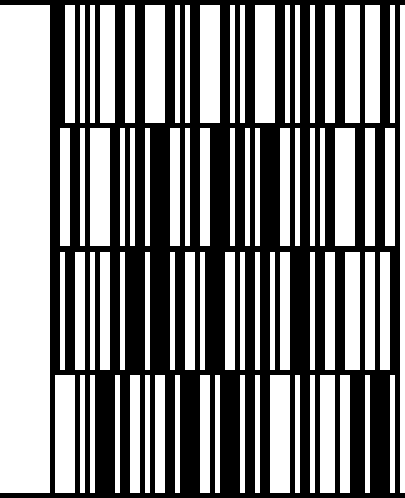
Beispiel für einen Code 16K-Barcode

Der Code 16K (1988) ist ein mehrreihiger Barcode und wurde von Ted Williams bei Laserlight Systems (USA) entwickelt. In den USA und in Frankreich wird der Code in der Elektronikindustrie zur Kennzeichnung von Chips und Leiterplatten benutzt. Anwendungen aus dem medizinischen Bereich in den USA sind bekannt.

## Struktur
Der Code beruht auf der Struktur des Universal Product Code und des Code 128. Auf einer Fläche von 2,4 cm² können 77 ASCII-Zeichen oder 154 Ziffern kodiert werden. Die Reihenzahl variiert zwischen zwei und 16.
Um hohe Fehlersicherheit zu gewährleisten, bietet Code 16K drei Formen der Fehlererkennung
- Für jedes Zeichen wird die Parität überprüft.
- Jede Zeile wird indirekt über die Darstellung eines Start-/Stoppzeichen erkannt
- Am Ende des Codes werden zwei Prüfsummenzeichen angehängt.

Der Code 16K existiert in drei Versionen (A, B, C). Mit einem erweiterten Decoder kann der Code von allen herkömmlichen Lesegeräten identifiziert werden. Vor der Decodierung muss der gesamte Block des Codes erfasst worden sein.
Eine genaue Codespezifikation ist bei der Association for Automated Identification and Mobility verfügbar.